# نيكولاي بولسين
نيكولاي بولسين (بالدنماركية: Nicolai Poulsen)‏ (15 أغسطس 1993 في الدنمارك - ) هو لاعب كرة قدم دانمركي في مركز الوسط. لعب مع نادي راندرس.

## وصلات خارجية
- نيكولاي بولسين على موقع قاعدة بيانات كرة القدم.إي يو (الإنجليزية)
- نيكولاي بولسين على موقع Soccerway.com (الإنجليزية)
- نيكولاي بولسين على موقع عالم كرة القدم.نت (الإنجليزية)
- نيكولاي بولسين على موقع أوليمبيديا (الإنجليزية)